# Красавка
Краса́вка (рос. Красавка) — присілок у складі Вадінського району Пензенської області, Росія.
Населення — 9 осіб (2010; 14 у 2002).
Національний склад станом на 2002 рік:
- росіяни — 100 %